# Дэнс-панк
Дэнс-панк, или диско-панк (англ. Dance-punk; Disco-punk) — музыкальный жанр, возникший в конце 1970-х, и тесно связанный с пост-панком и новой волной.

## Основатели жанра
Многие группы в эпоху пост-панка перешли на более ритмичный, танцевальный темп. Эти группы были созданы под влиянием диско, фанка и другой танцевальной музыки, популярной в то время, а также некоторых работ 70-х годов Дэвида Боуи, Брайана Ино и Игги Попа, а также записей немецких краут-рок-групп. Одни из самых популярных групп 80-х годов — это Public Image Ltd, Gang Of Four, New Order, Killing Joke, The Cure, Siouxsie and the Banshees и Sigue Sigue Sputnik. Среди нью-йоркских дэнс-панк-коллективов можно выделить Material, The B-52's, Blondie, James Chance and the Contortions, Cristina Monet, ESG, Liquid Liquid, Билли Айдола и Talking Heads. Прото-дэнс-панк-сцена также развита в Германии (Neue Deutsche Welle), Франции (Coldwave) и Бразилии. Первые коллективы, игравшие в этом стиле, очень близки к синти-попу, электропопу, нью-вейву, арт-панку и немного готик-року.
Когда в 80-х и 90-х техно и хаус стали популярными, некоторые пост-панк-группы под влиянием этого жанра стали добавлять в свои песни элементы этих стилей. Манчестерские группы конца 1980-х, такие, как Happy Mondays, приняли форму альтернативного рока с музыкальной основой рэйв-сцены. Такое развитие событий во многом свойственно для групп стиля брит-поп, таких, как Blur, а также до некоторой степени для электроники Big beat.

## Современный дэнс-панк
Хотя дэнс-панк исчез с ростом новой поп-музыки в начале 1980-х, он вернулся в конце 1990-х и начале 2000-х как часть постпанк-ривайвла. Дэнс-панк-группы появились из возрождений поп-панка и гаражного рока конца 1990-х. Хорошо известны такие группы, как LCD Soundsystem, Clinic, Death From Above 1979, !!!, Hockey, Liars, Franz Ferdinand, Hot Hot Heat, Foals, Yeah Yeah Yeahs, Le Tigre, Bloc Party, Kasabian, You Say Party, Electric Six, the Faint, Arctic Monkeys, the Rapture и Radio 4, к которым присоединились танцевально-ориентированные группы, перенявшие рок-звучание, такие как Out Hud. В начале 2000-х в Вашингтоне, округ Колумбия, была популярна и заметна панк-фанк-сцена, вдохновленная Fugazi, пост-панком и гоу-гоу-исполнителями вроде Trouble Funk и Rare Essence, включавшая таких исполнителей, как Q and Not U, Black Eyes, Oxes, Double Dagger и Dope Body. В Британии сочетание инди с дэнс-панком было названо нью-рейвом в обзоре Klaxons, и этот термин был подхвачен и применен NME к группам, включая Trash Fashion, New Young Pony Club, Hadouken!, Late of the Pier, Test Icicles и Shitdisco, формируя сцену с визуальной эстетикой похожей на более ранние рейвы.